# Kobi Recht
Jakob (Kobi) Recht (hebräisch יעקב (קובי) רכט), auch Jakob Recht (he.: יעקב רכט) oder Coby Recht (he.: קובי רכט), (geb. 20. September 1947) ist ein israelischer Schauspieler und Musiker.

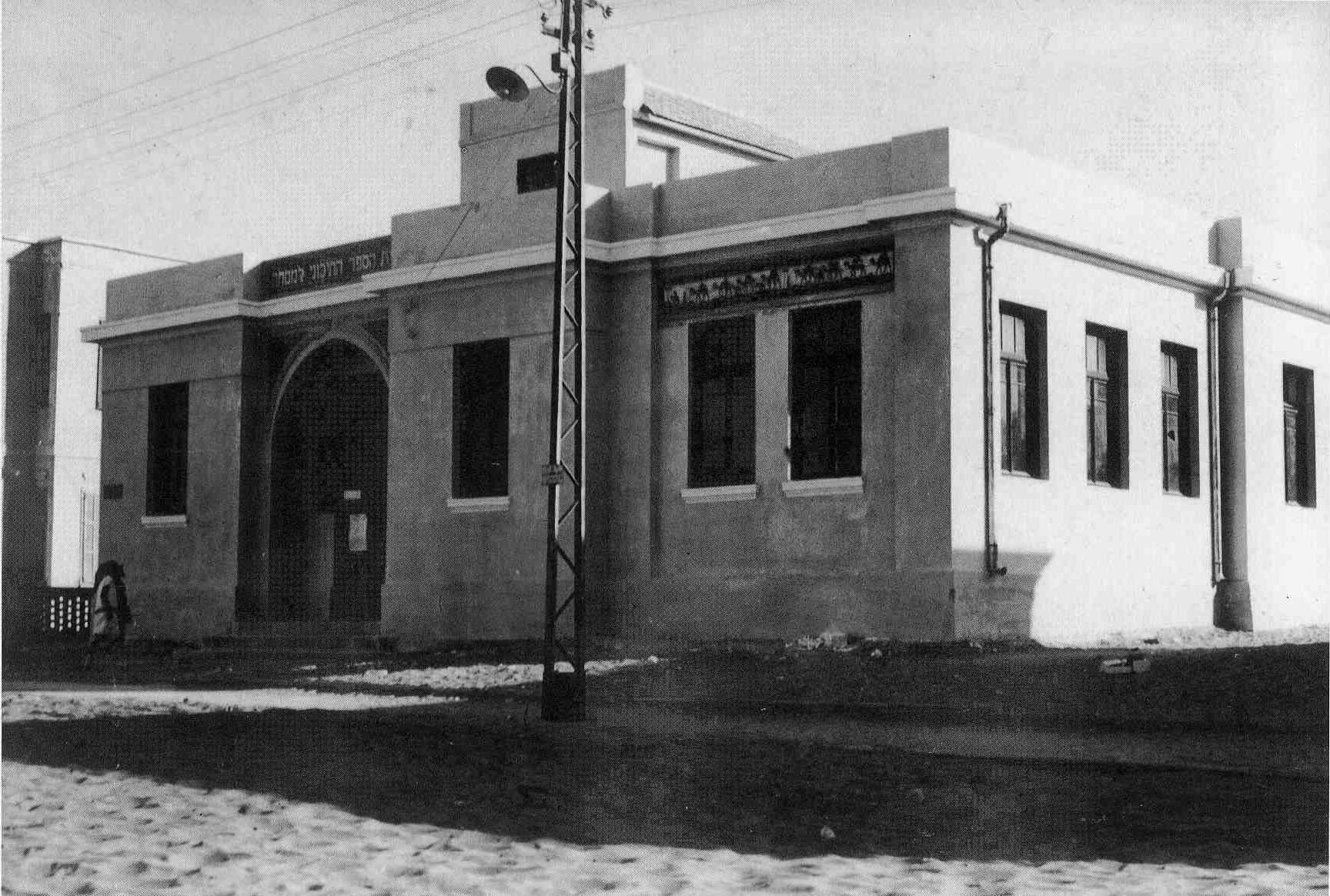
J. Recht besuchte die High school of Commerce (Gymnasium der Freiheit).

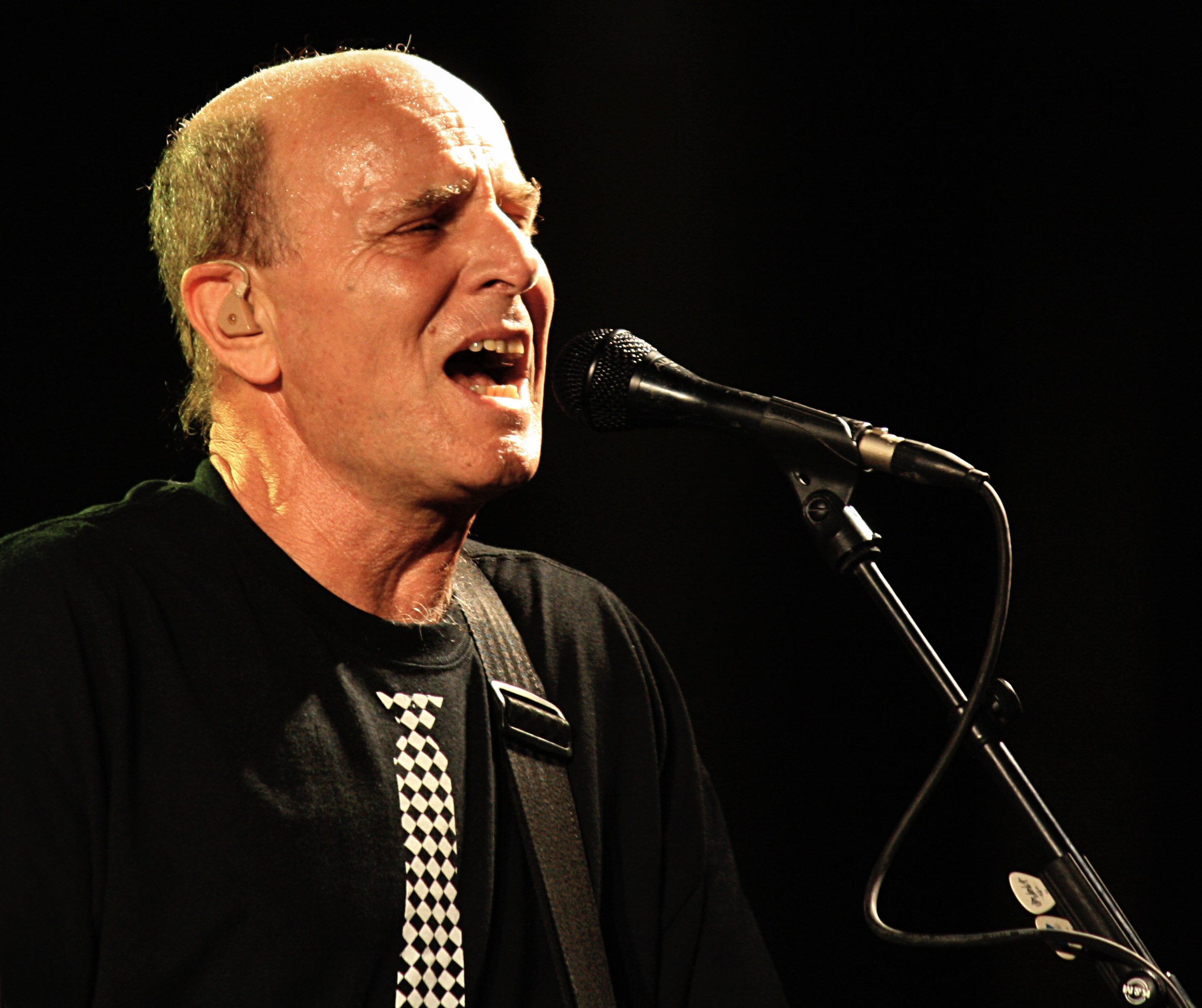
Jossi Sade

## Leben und Karriere
Recht wuchs in Zahala in der Nähe von Tel Aviv auf. Mit neun Jahren spielte er im Kindertheater Tilon in der Ortschaft Tlil. Mit dreizehn Jahren spielte er im Stück Julius Caesar im israelischen Nationaltheater Habimah. Von 1961 bis 1965 trat er in verschiedenen Aufführungen im Jugendtheater auf.
Im Alter von sechzehn Jahren gründete er die Band „Kobi Recht we-Cochawej halechet“ (he.:קובי רכט וכוכבי הלכת; dt.: Kobi Recht und die Planeten), eine der frühesten Bands in Israel. Die Band erzielte große Erfolge. Er schloss das „Gymnasium der Freiheit“ ab. Während seines Wehrdienstes spielte er in der Lahakat Pikud ha-Merkas (dt.: Zentrale Militärkapelle) Militärmusik. Dort trat er als Solist auf und wurde mit seinem Lied Giwat ha-Tachmoschet (he.: גבעת המחמשת; dt.: Schlacht am Munitionshügel) bekannt. Dort lernte er auch seine zukünftige Frau Iris Yotvat (geb. 26. August 1949) kennen.
1968 nahm er sein erstes Album Songs von Sascha Argow (he.: שירי סשה ארגוב) zusammen mit der Sängerin Edna Goren auf. 1969 trat er in der Kabarett-Show Ketchup von Hanoch Levin auf. 1970 freundete er sich mit Kobi Oschrat (he.:קובי אשרת; geb. 15. Juli 1944) an. Sie beide gaben dann ihr Album Warum jetzt (he: למה עכשיו) heraus, das ein großer Erfolg im Radio wurde. Im Laufe der Zeit freundeten sich die beiden mit Chanan Jowel an, der der Dritte der Band Schoweweji Zion (he.: שובבי ציון) wurde. Die Musikergruppe wurde 1970 zur Band des Jahres gewählt. Im selben Jahr erhielt die Band den „Kinor David Award in Art & Entertainment“. Ende 1972 reiste er zusammen mit seiner Frau und Kobi Oschrat nach Europa. Zusammen bildeten sie das Ensemble „Virgo“. 1977 schrieben Recht und Yotvat ein futuristisches Disco-Musical. Menachem Golan übersetzte das Musical ins Englische und machte es zu einem Kinofilm. 1980 kam es dann als Kinofilm Ha-Tapuach (dt. Star Rock) heraus. 1978 spielte er in einem Film von Awi Nescher mit.
1983 gab er das Album Gerücht heraus; daraus wurde der Song Reggae ha-Batlan (he.:רגאי הבטלן; dt.: Reggae eines Taugenichts) ein großer Erfolg. 1986 zog er nach Los Angeles. Trotz der vielen Jahre, die er im Ausland verbrachte, kam Recht für Auftritte und für Radioaufnahmen wiederholt nach Israel. 1993 kehrte er nach Israel zurück. Er gründete mit Jossi Sade  die Band „Ha-Hu“ (he.: ההוא). Die beiden schufen und gaben ein neues Album Neged ha-Lew (he.: נגד הלב; dt.: Gegen das Herz) heraus.
In den 1980er Jahren trennte sich Recht von seiner Frau Yotvat. Sie haben einen Sohn, Tom.

## Filmografie (Auswahl)
- Hu Halach B'Sadot (he:הוא הלך בשדות; dt.: Er ging durch die Felder), 1967.[1]
- Ha-Lahaka (he.: הלהקה; dt.: Die Band; en.: The Troupe), 1978.[2]
- Tzomet volkan (he.:צומת וולקן; dt.: Vulkanspitze), 1998.[3]

## Diskografie (Auswahl)

### Alben
- 1968: Schirei Sascha Argow (he.:שירי סשה ארגוב; dt. Lieder von Sasha Argov) (Neuauflage 2003)
- Schowaweji Zion (he.: שובבי ציון; dt. Jugendliches Zion)
- 1983: Mistowewet Schmua (he.: תסתותתת שמועה; dt. Tradition überholen)
- 1993: Neged haLew (he.: נגד הלב; dt. Gegen das Herz)
- 2003: HaRega haNachon (he.: הרגע הנכון, Der richtige Moment)

### Singles (Auswahl)
- 1968: לפנות ערב (mit Edna Goren)
- 1968: אהובתי שלי לבנת צואר (mit Edna Goren)
- 1968: לילה בדרום (mit Edna Goren)